# Charaphloeus adustus
Charaphloeus adustus är en skalbaggsart som först beskrevs av Leconte 1854.  Charaphloeus adustus ingår i släktet Charaphloeus och familjen ritsplattbaggar. Inga underarter finns listade i Catalogue of Life.